# عین‌الروم
عین‌الروم، روستایی از توابع بخش مرکزی شهرستان اشنویه در استان آذربایجان غربی ایران است. در پائین دست روستا یک چشمه به همین نام وجود دارد که کتیبه قدیمی نیز در آنجا وجود دارد و این نشان از قدمت این‌منطقه اهالی آنجاست.

## جمعیت
این روستا در دهستان دشت بیل قرار دارد و براساس سرشماری مرکز آمار ایران در سال ۱۳۸۵، جمعیت آن ۱۰۵ نفر (۲۵خانوار) بوده است.